# Kyoto Challenger 1978
Il Kyoto Challenger 1978 è stato un torneo di tennis facente parte della categoria ATP Challenger Series nell'ambito dell'ATP Challenger Series 1978. Il torneo si è giocato a Kyoto in Giappone dal 19 al 25 novembre 1978 su campi in terra rossa.

## Vincitori

### Singolare
Ross Case ha battuto in finale  Jun Kuki con il punteggio di 6–1, 6–7, 6–1

### Doppio
Ross Case /  Tony Graham hanno battuto in finale  Joel Bailey /  Scott Carnahan con il punteggio di 6–3, 6–4